# Dehaasia incrassata
Dehaasia incrassata är en lagerväxtart som först beskrevs av William Jack, och fick sitt nu gällande namn av André Joseph Guillaume Henri Kostermans. Dehaasia incrassata ingår i släktet Dehaasia och familjen lagerväxter. Inga underarter finns listade i Catalogue of Life.